# Dusičnan cesný
Dusičnan cesný je chemická sloučenina se vzorcem CsNO3. Podobně jako jiné dusičnany alkalických kovů se využívá v ohňostrojích jako barvivo a oxidant.
Krystaly z dusičnanu cesného se využívají v infračervené spektroskopii a scintilačních detektorech; dále při výrobě optických skel a čoček.
Podobně jako jiné dusičnany alkalických kovů se i dusičnan cesný při zahřívání rozkládá na dusitan a kyslík:
2 CsNO3 → 2 CsNO2 + O2
Cesium tvoří také dva kyselé dusičnany, které lze popsat vzorci CsNO3.HNO3 a CsNO3.2HNO3 (teploty tání 100 °C a 36–38 °C).